# Bộc Bố
Bộc Bố là một xã thuộc huyện Pác Nặm, tỉnh Bắc Kạn, Việt Nam.

## Địa lý
Xã Bộc Bố có vị trí địa lý:
- Phía bắc giáp xã Nhạn Môn và xã Bằng Thành
- Phía đông giáp xã Bằng Thành và xã Xuân La
- Phía nam giáp xã Cổ Linh
- Phía tây giáp xã Giáo Hiệu và xã Nhạn Môn.

Xã Bộc Bố có diện tích 54,33 km², dân số năm 2019 là 4.935 người, mật độ dân số đạt 91 người/km².
Năm 2003, huyện Pác Nặm được thành lập và xã Bộc Bố trở thành huyện lỵ của huyện.
Xã Bộc Bố có một trong hai nhánh thượng nguồn của sông Năng chảy qua. Tuy là huyện lỵ song Bộc Bố không có tuyến quốc lộ nào chạy qua mà duy nhất có tuyến ĐT. 258B bắt nguồn từ thị trấn Chợ Rã (huyện Ba Bể) lên xã Bộc Bố và kết thúc tại xã Cao Tân, hiện nay tuyến ĐT. 258B đã được nâng cấp nên đi lại thuận lợi vì tuyến Tin Đồn - Cao Tân đã hoàn thiện, đảm bảo bảo lưu thông hàng hóa và giao lưu kinh tế trong toàn huyện.

## Hành chính
Xã Bộc Bố được chia thành 15 thôn: Đông Lẻo, Nà Phần, Khâu Đấng, Nà Coóc, Phiêng Lủng, Nặm Mây, Nà Hoi, Khâu Phảng, Khâu Vai, Nà Nghè, Khuổi Bẻ, Nà Lẩy, Lủng Pảng, Nà Lẹng, Nà Phẩy.